# Міжнародний автодром Шанхая
31°20′14″ пн. ш. 121°13′13″ сх. д. / 31.33722° пн. ш. 121.22028° сх. д.
Міжнаро́дний автодро́м Шанхая (кит. трад. 上海國際賽車場, спр. 上海国际赛车场, піньїнь Shànghǎi Guójì Sàichēchǎng) — траса Формули-1, розташований у Шанхаї, КНР. Місце проведення Гран-прі Китаю з 2004 року.
Автодром, який спроєктував відомий архітектор Герман Тільке, побудований для першого Гран-прі Китаю. Траса спроєктована так, що своїм обрисом нагадує китайський Ієрогліфи (Китай)ієрогліф 上, перший знак у назві міста Шанхая, а також означає «сходити», «вище». Крім етапу Формули-1, автодром приймає також Гран-прі мотоциклетної серії MotoGP, а також етапи молодших «формул»: A1 Grand Prix та GP2 Asia.
У 2005 році на скороченому варіанті траси пройшов етап австралійської серії V8 Supercars, але проблеми організаторів не дозволили провести його знову.

## Формула-1. Переможці Гран-прі Китаю за роками
| Рік  | Пілот             | Команда           | Докладніше  |
| ---- | ----------------- | ----------------- | ----------- |
| 2011 | Льюїс Гамільтон   | Макларен-Мерседес | 1:36'58.226 |
| 2010 | Дженсон Баттон    | Макларен-Мерседес | 1:46'42.163 |
| 2009 | Себастьян Феттель | Ред Булл-Рено     | 1:57'43.485 |
| 2008 | Льюїс Хемілтон    | Макларен-Мерседес | 1:31'57.403 |
| 2007 | Кімі Ряйкконен    | Феррарі           | 1:37'58.395 |
| 2006 | Міхаель Шумахер   | Феррарі           | 1:37'32.747 |
| 2005 | Фернандо Алонсо   | Рено              | 1:39'53.618 |
| 2004 | Рубенс Барікелло  | Феррарі           | 1:29'12.420 |

## Рекорди траси
Результати наведені для траси з дистанцією 5,451 км.
| Категорія       | Рекорд    | Гонщик          | Болід/мотоцикл           | Дата             |
| --------------- | --------- | --------------- | ------------------------ | ---------------- |
| Формула-1       | 1:32.238  | Міхаель Шумахер | Ferrari F2004            | 26 вересня, 2004 |
| GP2 Asia Series | 1:46.470  | Камуї Кабаясі   | DAMS                     | 18 жовтня, 2008  |
| A1GP            | 1:51.832  | Даррен Меннінг  | Команда Великої Британії | 1 квітня, 2006   |
| MotoGP          | 1:58.139  | Колін Едвардс   | Tech 3 Yamaha            | 3 травня, 2008   |
| 250 см³         | 2:04.543  | Хорхе Лоренцо   | Fortuna Aprilia          | 5 травня, 2007   |
| 125cc           | 2:11.572  | Міка Калліо     | Red Bull KTM GP 125      | 13 травня, 2006  |
| V8 Supercars    | 1:51.056* | Тодд Келлі      | Holden VZ Commodore      | 12 червня, 2005  |

*Скорочений варіант траси (4.600 км/2.858 миль)